# Đỗ Thành Công
Đỗ Thành Công còn gọi là Cong Thanh Do (sinh khoảng năm 1959) là nhà hoạt động nhân quyền người Mỹ gốc Việt.

## Diễn biến vụ bắt giữ
Đỗ Thành Công buộc phải rời khỏi quê hương Việt Nam do những thay đổi chính trị kể từ khi Quân đội Bắc Việt đánh bại Quân lực Việt Nam Cộng hòa, dẫn đến Sài Gòn thất thủ và đất nước nằm dưới sự cai trị của chế độ cộng sản. Ông tìm đường vượt biên sang Mỹ vào năm 1982, về sau dọn sang định cư tại San Jose, California và làm kỹ sư. Ông ủng hộ một hệ thống dân chủ đa đảng cho Việt Nam, và từng có lần bị buộc tội âm mưu lật đổ chính quyền Việt Nam đương thời.
Tháng 8 năm 2006, ông bị công an bắt khi đang đi chơi Phan Thiết và bất ngờ bị giam ở Thành phố Hồ Chí Minh mà không cần thông qua thủ tục xét xử. Chính phủ Việt Nam cho rằng ông và hai người khác lén in truyền đơn chống cộng và phân phát nó cũng như dự định tiến hành âm mưu khủng bố nhằm vào tòa nhà Đại sứ quán Hoa Kỳ tại Sài Gòn. Vợ ông bị gọi đến cơ quan công an để thẩm vấn về mối quan hệ của chồng mình với Chính phủ Việt Nam Tự do bên hải ngoại.
Lúc bị cầm tù, ông bắt đầu tuyệt thực 38 ngày, chỉ uống nước và thỉnh thoảng dùng chút sữa. Việc giam cầm Đỗ Thành Công đã dẫn đến sự phản đối bằng một bản kiến nghị gửi tới Quốc hội Mỹ kêu gọi ngăn chặn hiệp định thương mại kinh tế gọi là Quan hệ Thương mại Bình thường Vĩnh viễn giữa Hoa Kỳ và Cộng hòa Xã hội Chủ nghĩa Việt Nam. Dưới áp lực quốc tế, chính phủ đành trả tự do cho Đỗ Thành Công và trục xuất ông trở lại Mỹ vào ngày 21 tháng 9 năm 2006.
Đỗ Thành Công được xem là một nhà hoạt động dân chủ đấu tranh cho sự thay đổi chính trị ở Việt Nam và ông từng viết về nhiều chủ đề chính trị kêu gọi bầu cử dân chủ trong nước và đưa lên mạng Internet tại Mỹ.

## Đời sống sau khi ra tù
Đỗ Thành Công là người ủng hộ vấn đề bầu cử tự do ở Việt Nam dưới bút hiệu "Nam Trân", ông hay đăng các bài viết chính trị của mình lên mạng Internet và nhiều tờ báo Việt ngữ ở Hoa Kỳ và hải ngoại.
Chính phủ Việt Nam Tự do nhân vì vụ bắt giữ này đã ra tuyên bố không liên quan đến ông, nhằm đáp lại cuộc điều tra của chính phủ Việt Nam. Ngoài ra, ông còn là thành viên sáng lập và đảng viên cấp cao của Đảng Dân chủ Việt Nam.
Năm 2016, Ông vấp phải thất bại khi tham gia ứng cử vào Khu bầu cử 27 của Hội đồng Tiểu bang California.

## Nhận xét về việc phản đối vụ bắt giữ ở Việt Nam
- "Chính phủ Việt Nam hiện đã thực hiện một bước chưa từng có là bỏ tù một công dân Mỹ tuyên bố rằng ông ấy bị giam giữ chỉ vì quan điểm ủng hộ nền dân chủ, bất bạo động của mình," Nữ Dân biểu Hoa Kỳ Zoe Lofgren cho biết như trên[7]
- "Thúc giục Quốc hội không trao cho Việt Nam quan hệ thương mại bình thường vĩnh viễn cho đến khi Đỗ được trả tự do. Tình trạng kinh tế đó là một bước cần thiết trong nỗ lực của Việt Nam để gia nhập Tổ chức Thương mại Thế giới. Việc Việt Nam gia nhập WTO dự kiến sẽ diễn ra trước cuối năm nay." Văn Trần, một dân biểu tiểu bang người Mỹ gốc Việt nổi tiếng từ Nam California.